# Merijn van Nuland
Merijn van Nuland (1987 of 1988) is een Nederlandse wetenschapsjournalist die artikelen schrijft voor de Universiteit Leiden. 
Na er een tijd als redacteur binnenland te hebben gewerkt werd Van Nuland eind 2022 redacteur Onderwijs bij het dagblad Trouw. Zijn focus ligt daarbij op het vervolgonderwijs (mbo, hbo en universiteiten).

## Opleiding
Als vervolg op zijn studie Sociologie aan de Radboud Universiteit in Nijmegen studeerde Van Nuland in 2012 af als journalist aan de opleiding Journalistiek (PDOJ) van de Erasmus Universiteit in Rotterdam. In 2016 deed hij de opleiding SCW Wetenschapsjournalistiek.

## Publicaties
Van Nuland publiceerde onder meer in KIJK, Hypothese (NWO), de Volkskrant, NRC Handelsblad, BN de Stem en De Groene Amsterdammer. Over zijn onderzoeken naar oude misdaden of schreef hij verhalen voor het Haarlems Dagblad, het Algemeen Dagblad en De Gelderlander.

## Erkenning
Marijn van Nuland kreeg de journalistieke prijs De Loep in 2023 voor het onderzoek dat hij samen deed met Bas Belleman, Sümeyye Ersoy, Belia Heilbron, Anouk Kootstra en Salwa van der Gaag. Het onderzoeksteam kreeg de onderscheiding voor hun onderzoek naar het in kaart brengen van het in 2012 ingevoerde fraudeopsporingssysteem van de Dienst Uitvoering Onderwijs (DUO) in de strijd tegen fraude met de basisbeurs voor uitwonenden. Er bleken opvallend vaak studenten met een niet-westerse migratieachtergrond benaderd te worden. De risico-indicatoren waarmee het algoritme werd gevoed bleken door DUO zelf te zijn bedacht en niet wetenschappelijk onderbouwd. Ook bleken de controleurs die vast moesten stellen of een student met een uitwonendenbeurs op het opgegeven adres woonde, vaak niet objectief te zijn geweest. 
Het juryrapport noemde de verhalen 'ontluisterend en boosmakend' maar roemde de 'zorgvuldige onderzoeksmethode en de goed onderbouwde, spijkerharde conclusie'. Het onderzoek was een samenwerking tussen Investico, Trouw, De Groene Amsterdammer, het Hoger Onderwijs Persbureau en NOS op 3.